# Антиганг: Зміна
«Антиганг: Зміна» («Antigang, la relève») — французький бойовик 2023 року, знятий режисером Бенжаменом Роше.

## Сюжет
Легенда по боротьбі зі злочинністю Нільс Картьє пішов із поліції після невдалого пограбування, яке призвело до смерті його дружини. Коли вісім років потому банда грабіжників, винних у її смерті, знову з'являється, Нільс готовий на все, щоб помститися — навіть взяти в напарниці свою 14-річну доньку.

## У ролях
- Альбан Ленуар: Нільс Картьє
- Кассіопе Маянс: Шарлотта-Серж Картьє
- Софія Ессаїді: комісар Аврор Шале
- Жан Рено: Серж Бюрен
- Стефі Сельма: Річчі
- Себастьян Лаланн: Женев'єва
- Жан-Туссен Бернар: Ніколя Булез
- Умар Діау: Ману
- Адрієн Меньєль: Сейо Враніч
- Пітер Ван Ден Бегін: Дуцо Кова
- Барбара Елізабет Бюль: Іден Кова
- Беатріс Фаскер: комісар Муттер
- Жюльєтт Гаске: шкільна подруга Шарлотти-Серж
- Чемс Ромдані: Ленні
- Ясміна Талібі: Надя Картьє
- Симон Астьє: інформатор

## Знімальна група
- Режисер: Бенжамен Роше
- Сценарій: Бенжамен Роше, Бертран Сульє
- Композитор: Лоран Перес Дель Мар
- Оператор: Максім Куант
- Художник: Дені Готельє
- Продюсери: Ерік Ларош, Рафаель Роше
- Костюми: Матьє Камблор, Маріон Мулес
- Монтаж: Дмітрій Амар, Доріан Табон
- Звукооператор: Аймерік Девольдер, Ромен де Гельцль, Паскаль Віллар